# ロバート・T・クロダ
ロバート・トシオ・クロダ（Robert Toshio Kuroda、日本名：黒田 利男〈くろだ としお〉、1922年11月8日 - 1944年10月20日）は、日系アメリカ人のアメリカ陸軍第442連隊戦闘団二等軍曹。第二次世界大戦時の活躍により、名誉勲章受章者となった。

## 経歴
ハワイ州ホノルルに、父・豊一と母・セキノの間に7人兄弟の6男として生まれる。1940年にファーリントン高校を卒業後、ホノルル職業学校で電気技術者の資格を取得した直後に太平洋戦争が勃発し、開戦から約1年後の1943年2月に兄達に倣う形で、軍に志願・入隊した。
1944年10月20日に、第442連隊戦闘団の二等軍曹の階級にあったクロダは、フランスのブリュイエール近郊で敵の狙撃手に殺害されるまでに、独力で敵の機関銃の砲床を破壊した。
これらの行為によって、当初は殊勲十字章が授与されていたが、1990年代になって全てのアジア系アメリカ人の殊勲十字章受賞歴を再調査したところ、名誉勲章に格上げされることとなった。2000年6月21日にホワイトハウスで執り行われた式典において、ビル・クリントン大統領からクロダの遺族に名誉勲章が贈呈された。また、2005年にアメリカ陸軍のフランク・S・ベッソン・ジュニア大将級兵站支援艦の7番艦（LSV-7）は、クロダの功績を称えるため「ロバート・T・クロダ軍曹」と命名されている。
現在は、故郷ホノルル近郊にある国立太平洋記念墓地「パンチボウル」に埋葬されている。

## 名誉勲章
クロダが受賞した名誉勲章には下記のように記されている。
ロバート・T・クロダ二等軍曹は、1944年10月20日のフランス・ブリュイエール近郊における作戦中の際立って英雄的な行動によって、その名を残すこととなった。部下を率いて前進し、敵の狙撃兵と機関銃を巣窟を撃滅し、クロダ二等軍曹は非常に樹木が茂った斜面を占有している敵兵から、強烈な砲火攻撃を受けた。敵軍の機関銃を正確に指摘することが出来ず、彼は激しい砲火を物ともせず、果敢にも峰の頂上まで突き進んだ。一旦彼が機関銃を見つけると、クロダ二等軍曹は巣窟の10ヤードの中に点へ進み、手榴弾で敵の射手3名を殺害した。加えて、彼はライフル弾薬のクリップに一気に着火し、少なくとも3名の敵兵を死傷させた。彼は自身の弾薬が尽きたところ、米軍将校が隣接した丘にある敵対的な機関銃から、唐突に砲火攻撃を喰らっていることに気が付いた。将校の援助に走ったところ、彼はその将校が死亡していることを知った。将校の軽機関銃を拾い、クロダ二等軍曹は火の海の中、第二の機関銃の砲床の方へ進み、陣地を破壊した。彼が更なる敵兵による砲火に振り返ったところ、狙撃手によって殺害された。クロダ二等軍曹の勇敢な行動と不屈のファイティングスピリットは、防衛区域での敵の抵抗の撲滅を確実なものとした。クロダ二等軍曹の類まれな英雄的行為と任務への忠誠は、軍隊の最も崇高な伝統を維持し、また、彼本人やその部隊、ひいてはアメリカ陸軍への大きな信頼をもたらすものであった。